# دابني إس. كار
دابني إس. كار (بالإنجليزية: Dabney S. Carr)‏ هو دبلوماسي أمريكي، ولد في 5 مارس 1802، وتوفي في 24 مارس 1854.